# Wilindoro Cacique
José Wilindoro Casique Flores (Pucallpa, 24 de marzo de 1942-ib., 20 de julio de 2017), más conocido con el nombre artístico de Wilindoro Cacique, fue un músico, cantautor, compositor y empresario peruano, considerado uno de los más influyentes y reconocidos músicos de la cumbia amazónica hispanoamericana y una leyenda de la cumbia latinoamericana.

## Biografía

### Primeros años

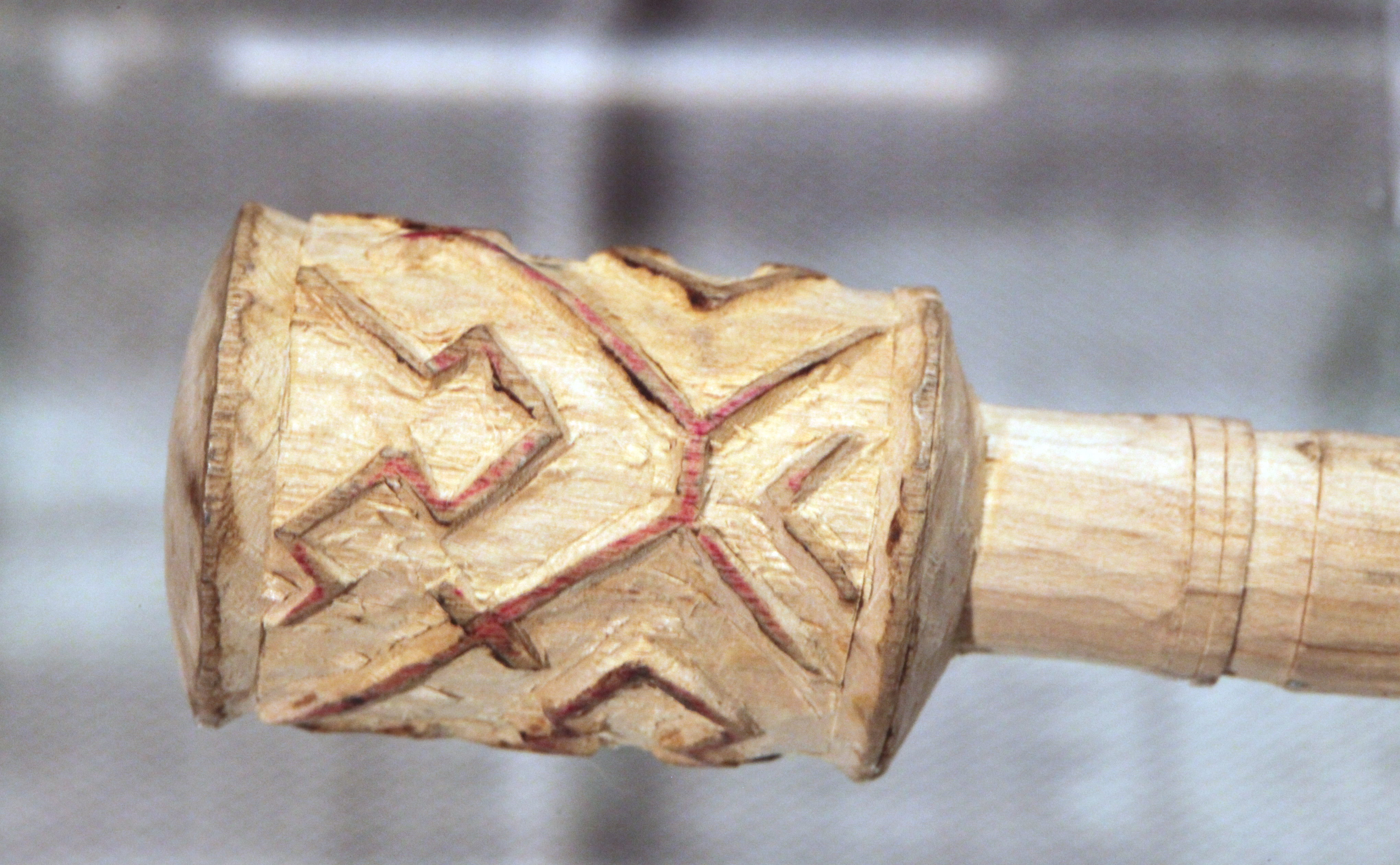
Durante su infancia, Cacique siempre sintió atracción y admiración por las culturas y costumbres de los pueblos amerindios amazónicos, especialmente la de los shipibos-conibos.

Su madre fue Amalia Flores Babilonia y su padre José Cacique Ríos, ambos oriundos del departamento de Ucayali. Vivían en la ciudad de Pucallpa. Su madre —a palabras del mismo Cacique— fue la principal impulsora de que Cacique se adentrara en el amor por la música, especialmente la música de la amazonia peruana.

### Como miembro de Juaneco y su Combo

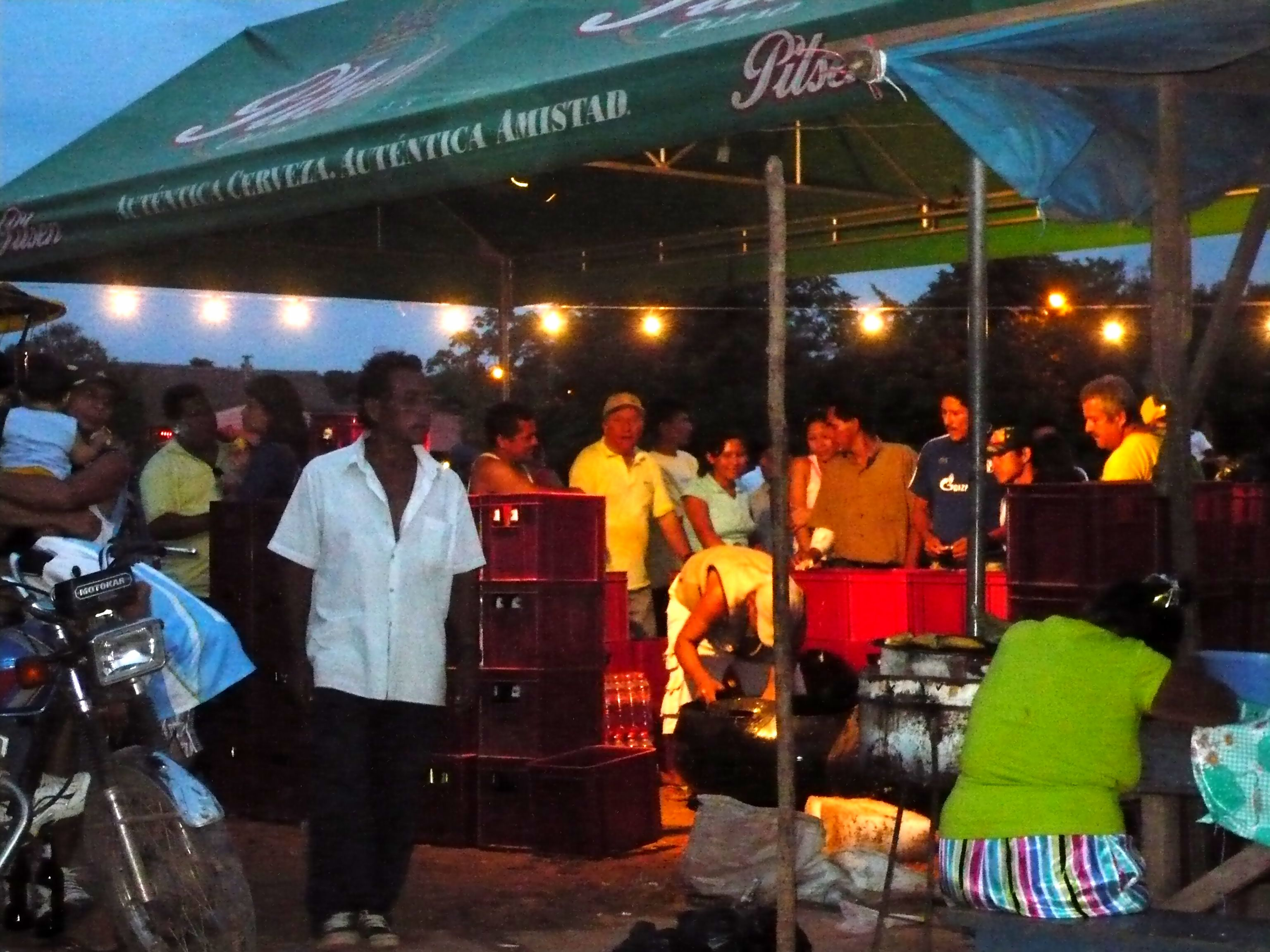
La primera generación del grupo solía tocar en polladas y parrilladas de diferentes eventos.

En 1972 Juan Wong Popolizio decidió invitar a Cacique a formar parte del entonces incipiente grupo Juaneco y su Combo como vocalista principal. Cacique aceptó la invitación; ya en el grupo, obtuvo fama y reconocimiento internacional por haber sido el compositor y vocalista principal de la primera generación de la banda de cumbia Juaneco y su Combo, una de las bandas más importantes e influyentes de la música latina. Luego del accidente aéreo de 1977 donde fallecieron la mayoría de los integrantes, Cacique decidió juntarse con la segunda generación de integrantes del grupo, convirtiéndose en el único miembro de la banda original. Cuando volvía de un viaje desde Pichanaqui, su autobús sufrió un derrumbe de huaicos, provocándole un aumento de la presión arterial, al punto de casi darle un derrame. Posteriormente, Cacique fue dado de alta, y siguió perteneciendo al grupo como cantante solista.

### Enfermedad y defunción
En marzo de 2017 se le detecta cáncer de páncreas, lo que deterioró de una manera grave su salud. Por el coste económico que requería su tratamiento decidió quedarse en Pucallpa, donde fallecería durante la madrugada del 20 de julio, a los 75 años.

## Discografía

### Sencillos
- «Juaneco Combo»
- «Mujer hilandera»
- «Linda hena»
- «A la fiesta de San Juan»
- «Me robaron mi runa mula»
- «El Brujo»
- «La cumbia de mi pueblo»
- «Ya se ha muerto mi abuelo»[Nota 1]
- «Ritmo alegre»
- «El llanto del Ayaymama»
- «Vacilando con ayahuasca»
- «Un Shipibo en España»
- «Anaconda», ganador del Maguare de Oro (FICA), 1984
- «El Curandero»

### Álbumes
- Juaneco y Su Combo (álbum) (Imsa Records, 1969)
- El Gran Cacique (Infopesa, 1970)
- Recordando al Brujo Fachín
- La cumbia de mi Pueblo (Infopesa, 1980)
- Parranda selvática (Infopesa, 1984)
- Dale! Juaneco (Infopesa, 1973)
- Viajando por la selva  (Infopesa, 1982)
- Aquí están... los reyes de la selva (INS ,1978)
- Masters of Chicha Vol. 1 (Barbès Records, 2008)

Nota: Wilindoro Cacique era un cantautor y miembro de Juaneco y su Combo por lo cual sus creaciones eran compartidas en dicho grupo.